# Dodonaea serratifolia
Dodonaea serratifolia là một loài thực vật có hoa trong họ Bồ hòn. Loài này được McGill. mô tả khoa học đầu tiên năm 1975.